# Kirill Dmitrijewitsch Sinelnikow

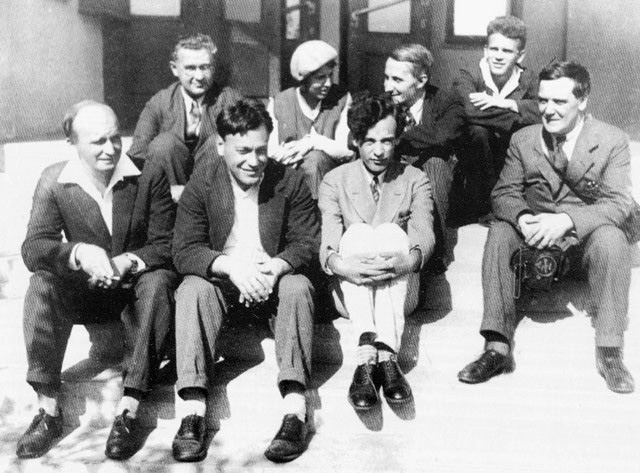
Physiker im LFTI (von links nach rechts): L. W. Schubnikow, B. N. Finkelstein, A. I. Leipunski, O. N. Trapesnikowa, L. D. Landau, K. D. Sinelnikow, J. N. Rjabinin, P. L. Kapiza

Kirill Dmitrijewitsch Sinelnikow (russisch Кирилл Дмитриевич Синельников; * 16. Maijul. / 29. Mai 1901greg. in Pawlograd, Gouvernement Jekaterinoslaw, Russisches Kaiserreich; † 16. Oktober 1966 in Charkow, Ukrainische SSR, Sowjetunion) war ein sowjetisch-ukrainischer Kernphysiker.

## Leben
Sinelnikow, Sohn eines Landarztes, begann 1920 das Physik-Studium an der Krim-Universität in Simferopol und arbeitete zusätzlich am Lehrstuhl. Dabei lernte er I. W. Kurtschatow kennen. Er schloss das Studium 1923 vorzeitig ab und arbeitete in Baku als Dozent an der Universität Baku.
Nach einem seiner Vorträge wurde Sinelnikow 1924 von A. F. Joffe eingeladen, am Leningrader Physikalisch-Technischen Institut (LFTI) zu arbeiten. Dort traf Sinelnikow seinen Studienkollegen Kurtschatow wieder, mit dem er nun zusammenarbeitete. 1928 wurde er zu Ernest Rutherford an das Cavendish-Laboratorium in Cambridge geschickt, um den neuesten Stand der Kernphysik, der Teilchenbeschleuniger, der Plasmaphysik und auch der Vakuummetallurgie kennenzulernen.
1930 wechselte Sinelnikow zum 1928 gegründeten Ukrainischen Physikalisch-Technischen Institut (UFTI) in Charkiw, in dem er die Abteilung für Kernphysik leitete (abgebrochen 1942 wegen des Deutsch-Sowjetischen Krieges). 1932 spaltete er zusammen mit A. K. Walter, A. I. Leschunski und G. D. Latyschew den Lithium-Atomkern durch den Beschuss mit 300–400 keV-Protonen. 1944 baute er das UFTI als dessen neuer Direktor mit Kurtschatows Unterstützung wieder auf, das nun völlig dem Sowjetischen Atombombenprojekt gewidmet war. 1948 wurde er Mitglied der Akademie der Wissenschaften der Ukrainischen Sozialistischen Sowjetrepublik. 1956 etablierte er die Plasmaphysik und die Kernfusion als neue Forschungsrichtungen im UFTI. Diese Forschungsrichtungen brachte er 1962 in die Universität Charkiw ein, die nun die Physiker für die vielen Kernforschungszentren der Sowjetunion ausbildete. Weitere Arbeitsgebiete des UFTI waren die Physik der Dielektrika und Halbleiter sowie die Wellenoptik und Elektronenoptik.